# Centre de Recerca i Investigació de Catalunya
El Centre de Recerca i Investigació de Catalunya (CRIC) és un centre de recerca multidisciplinari amb l'objectiu d'assistir a la petita i mitjana empresa a incrementar la seva competitivitat mitjançant la innovació tecnològica, respectant el medi ambient, i millorant els productes, processos i serveis que contribueixen a una millor qualitat de vida. Fundat el 1997 a Barcelona, va traslladar la seva seu a Cornellà de Llobregat l'any 2011. CRIC ha participat en molts projectes d'àmbit Europeu, així com en d'altres nacionals i regionals.
CRIC és membre actiu de la "European Association of Innovative SME's" coneguda com a "EurExcel", formada per més de 1.500 PIMEs d'arreu d'Europa provinents de diversos sectors industrials i per altres centres de recerca de reconegut prestigi com PERA (Regne Unit), VTT (Finlàndia), TI (Noruega), TNO (Holanda), i Fraunhofer (Alemanya) entre d'altres.

## Àrees de recerca
L'activitat de recerca i investigació de CRIC és centrada en els següents punts: 
- sensors electrònics
- enginyeria mecànica
- control i instrumentació de processos
- programari i intel·ligència artificial
- enginyeria química
- bioquímica
- telecomunicacions

## Projectes per a clients
CRIC porta a terme projectes de recerca i desenvolupament a curt i a més llarg termini per empreses industrials. Aquesta recerca se centra en innovació de producte i de processos, i també en millora de l'eficiència de productes i processos existents. Com a resultat, els clients poden introduir nous dissenys per millorar el benefici empresarial i per millorar la seguretat i la fiabilitat dels productes.

## Projectes Europeus: L'experiència de CRIC
CRIC té una vasta experiència en "Cooperative Projects" (CRAFT). Ha participat en 2 projectes CRAFT sota el Programa Marc 4 (FP4), 16 projectes sota el Programa Marc 5 (FP5), i actualment està involucrat en 14 projectes dins de l'actual Programa Marc 6 (FP6). A més, CRIC participa en un projecte tipus "Collective Research" aprovat a la primera convocatòria del Programa Marc 6 (FP6).